# Руска военна интервенция в Сирия
Руската военна операция в Сирия започва на 30 септември 2015 г. след официално искане от сирийското правителство за военна помощ срещу джихадистки и бунтовнически групи.
Действията се състоят от военновъздушни удари предимно в северозападна Сирия срещу военизирани групировки, биещи се срещу сирийското правителство, включително Джабхат ан-Нусра (Ал Кайда в Сирия), Ислямска държава и Армията на завоеванието. Военновъздушните сили на Русия имат значителна сухопътна поддръжка от Сирийската армия, Иранската революционна гвардия и съюзни милиции. Преди тези операции ролята на Русия в Сирийската гражданска война се състои главно от доставки за Сирийската армия. Руски правителствени представители са заявили, че тяхна цел е да помогнат на сирийското правителство да си възвърне територии от вражески групировки, включително Ислямска държава и групировки, открито подкрепяни и въоръжавани от САЩ. Ситуацията, развила се през октомври 2015 г. се определя като опосредствена война между Русия и САЩ.
В средата на ноември 2015 г. Русия отговаря на взривяването на полет 9268 на „Метроджет“ над Синайския полуостров от Ислямска държава като засилва бомбардировките си в Сирия, използвайки стратегически бомбардировачи Ту-160 и Ту-95 за първи път.
На 24 ноември 2015 г., руски самолет Су-24 е свален от турски Ф-16, което е първото сваляне на руски самолет от държава членка на НАТО от Корейската война през 1950-те години. Инцидентът предизвиква конфронтация между Русия и Турция, което кара Русия да засили военната си позиция в целия регион на Близкия изток.
Това е първата широкомащабна военна операция на Русия извън пределите на бившия СССР след неговото разпадане.

## История на събитията и подготовка за оказване на помощ на САР
Войната в Сирия започва през 2011, като битката е между правителството на Башар Асад от една страна, и многобройни антиправителствени групировки от друга. От 2014 насам, голяма част от Сирия е под владението на Ислямска държава, международно призната като терористична групировка. В северозападната част от страната, основната опозиция се състои от формирования на Ал Кайда и Ал Нусра. ССА е подкрепяна от САЩ, както и регионалните ѝ съюзници – Турция и Саудитска Арабия. От септември 2014 САЩ застава начело на коалиция, която започва да нанася въздушни удари по обекти на Ислямска държава. Според военните анализи, американската операция не успява да постигне своите цели.
Според руски и сирийски официални лица, през юли 2015 сирийският президент Башар Асад изпраща формално искане към Русия за въздушни удари против терористичните групировки в страната.
През август 2015 Русия започва да изпраща в Сирия бойни самолети, танкове Т-90 и артилерия, както и войници във военното летище край Латакия. На 26 август 2015 е подписано споразумение между Русия и Сирия, което гласи, че руснаците могат да използват военното летище Хмеймим (в близост до международното летище Басел Ал Асад) без да плащат наем и ограничения.
През септември 2015 са изпратени и бойни кораби в източно Средиземно море.
В края на септември, работа започва единен център по координацията на сформираната коалиция между Иран, Ирак, Русия и Сирия. Той е разположен в Багдад и има за цел да координира операциите срещу терористични групировки като ИД. Според руския външен министър Сергей Лавров, преди началото на руската операция в Сирия, той е поканил САЩ за участие в международния координационен център, но поканата му е била определена като „деконструктивна“.
На 30 септември 2015 горната камара на Руския парламент, разрешава на руския президент Владимир Путин да изпрати руските ВКС в Сирия. На същия ден, руски представител уведомява американското посолство в Багдад, че американските сили в набелязаните за бомбардировки райони трябва да ги напуснат веднага. Час по късно руските ВКС започват своята кампания срещу цели на ИД и други терористични групировки.
Руските ВКС са подкрепени от наземни войски, състоящи се от редовната сирийска армия, Хизбула, и други съюзници.